# Coldwater (Michigan)
Pour les articles homonymes, voir Coldwater.
Coldwater est une ville située dans l’État américain du Michigan. Elle est le siège du comté de Branch. Selon le recensement de 2010, sa population est de 10 945 habitants.